# Pop (canal de televisión esloveno)
POP TV es un canal de televisión de Eslovenia. Es el buque insignia de la compañía multimedia PRO PLUS. La estación ofrece una recopilación de series nacionales como internacionales, producciones propias, telenovelas y reality shows.